# Lescout
Lescout is een gemeente in het Franse departement Tarn (regio Occitanie) en telt 448 inwoners (2004). De plaats maakt deel uit van het arrondissement Castres.

## Geografie
De oppervlakte van Lescout bedraagt 6,7 km², de bevolkingsdichtheid is 66,9 inwoners per km².
De onderstaande kaart toont de ligging van Lescout met de belangrijkste infrastructuur en aangrenzende gemeenten.

## Demografie
Onderstaande figuur toont het verloop van het inwonertal (bron: INSEE-tellingen).